# Augusto Fernández
Augusto Matías Fernández (* 10. dubna 1986, Pergamino, Buenos Aires, Argentina) je argentinský fotbalový záložník a reprezentant, v současnosti působí v klubu Atlético Madrid. Hraje na křídle.

## Klubová kariéra
V Argentině hrál nejprve za CA River Plate. V srpnu 2009 odešel do francouzského AS Saint-Étienne, kde působil jen jednu sezonu. Pak se vrátil do Argentiny, tentokrát do klubu CA Vélez Sarsfield. V srpnu 2012 zamířil opět do Evropy do španělského celku Celta de Vigo. V lednu 2016 se stal hráčem klubu Atlético Madrid.

## Reprezentační kariéra
Augusto Fernández debutoval v národním A-týmu Argentiny v roce 2011.
Trenér Alejandro Sabella jej vzal na Mistrovství světa 2014 v Brazílii. S týmem získal stříbrné medaile.